# محيي الدين بن عبد الظاهر
محيي الدين أبو الفضل عبد الله بن رشيد الدين عبد الظاهر السعدي المصري. (ولد بالقاهرة في 9 محرم عام 620 هـ الموافق 11/ 2/ 1223م - توفي بالقاهرة في 3/ 7/ 692 هـ. الموافق 8/ 6/ 1293م). لقب بـ «شيخ أهل الترسل» و«الكاتب الناظم الناثر». قاضي مصري وصاحب ديوان الإنشاء  بالدولة المملوكية، عاش في عهد السلاطين قطز، والظاهر بيبرس وولديه بركة وسلامش، والمنصور قلاوون، والأشرف خليل، وألف كتابه الشهير «الروض الزاهر في سيرة الملك الظاهر» عن حياة وأعمال السلطان الظاهر بيبرس البندقداري ، فأعطى معلومات تاريخية متكاملة عن عهد الظاهر بيبرس. بعد تولي بيبرس الحكم في سنة 1260م كانت أولى أهم خدماته له كتابة رسالة على لسانه إلى بركة خان ملك القبيلة الذهبية المغولية، الذي اعتنق الإسلام، يحرضه فيها على هولاكو ومغول فارس (الإلخانات). اعتمد المقريزى على بعض ما ورد في كتابه «الروضة البهية الزاهرة في خطط المعزية القاهرة» في كتابة «الخطط المقريزية». من مؤلفاته الآخرى «تشريف الأيام والعصور في سيرة الملك المنصور» عن حياة السلطان المنصور قلاوون ووقائع عهده، و«الألطاف الخفية من السيرة الشريفة السلطانية الأشرفية» عن حياة السلطان الأشرف خليل بن قلاوون وعهده. طبيعة عمله ككاتب بديوان الإنشاء جعلته على إتصال دائم بسلاطين زمنه وإطلاعه على أمور الدولة. كان له إسلوب مميز بارع في الكتابة جعله من آساطين الكتابة في عصره. وصفه ابن تغري بأنه «من سادات الكتاب ورؤسائهم وفضلائهم»، ووصفه القلقشندي بأنه «من فحول الكتاب».

## نشأته وأعماله
ولد ونشأ في مصر في في بيت علم وأدب، وقد وصف القلقشندي أبناء عائلة عبد الظاهر بأنهم «بيت الفصاحة ورؤوس البلاغة». كان والد محيي الدين بن عبد الظاهر قاضياً وقد حرص على تعليمه وتثقيفه، فتتلمذ على أيدي علماء عصره أمثال جعفر الحمداني، وعبد الله بن إسماعيل بن رمضان، ويوسف بن المخيلي، وغيرهم. وبالإضافة إلى تعلمه علوم الدين والفقه فقد اجتهد في تحصيل علم التاريخ، وقرأ لكبار المؤرخين من أمثال الطبري وابن الأثير وابن عساكر وغيرهم.
رافق محيي الدين بن عبد الظاهر السلطان قطز في حملته إلى الشام للتصدي للمغول، وكتب خطابات بشارة النصر على المغول في معركة عين جالوت ومنها خطاب إلى المنصور صاحب اليمن يقول فيه: " واقتنصت آساد المسلمين المشركين اقتناصاً، ورأى المجرمون النار فظنوا أنهم مواقعوها ولم يجدوا عنها مناصاً فلا روضة إلا درع ولا جدول إلا حسام، ولا غمامة إلا نقع ولا وبل إلا سهام، ولا مدام إلا دماء ولا نغم إلا صهيل، ولا معربد إلا قاتل ولا سكران إلا قتيل، حتى صار كافور الدين شقيقاً، وتلون الحصباء من الدماء عقيقاً، وضرب النقع في السماء طريقاً، وازدحمت الجنائب في الفضاء فجعلته مضيقاً، وقتل من المشركين كل جبار عنيد، ذلك بما قدمت أيديهم (وما ربك بظلام للعبيد)  ".
عندما تولى الظاهر بيبرس الحكم كان ابن عبد الظاهر يعمل كاتباً في ديوان الإنشاء. وفترة حكم بيبرس كانت فترة حرجة في تاريخ الإسلام، إذ أن العالم الإسلامي كان قد صار مهدداً من المغول الذين اكتسحوا أطرافه الشرقية، ومن الصليبيين الطامحين في الاستيلاء عليه. وقد واجه بيبرس هذا التحدي المصيري الخطير عن طريق شن الحروب العسكرية والحروب الدبلوماسية. وكان محيي الدين بن عبد الظاهر بقدراته الكتابية والبلاغية خير معين لبيبرس في حربه الدبلوماسية التي قامت على مراسلة حلفاءه وأعداءه على السواء. فما أن علم بيبرس باعتناق بركة خان ملك مغول القبيلة الذهبية الإسلام حتى طلب من محيي الدين كتابة خطاب على لسانه إلى بركة خان «يغريه بهولاكو ويعرفه أن جهاده واجب عليه لتواتر الأخبار بإسلامه ويلزمه إذ دخل في دين الإسلام أن يجاهد الكفار وأمثال هذا الكلام ونحوه من التحريض والإغراء». ويذكر محيي الدين أن خطابه هذا كان فيه اغراء كثير ويوقع البغضاء بين بركة خان وهولاكو. وقد كان رد الفعل سريع من بركة خان إذ سرعان ما أرسل مبعوثيه إلى القاهرة في عام 661هـ / 1262م  يخبر بيبرس: «فليعلم السلطان أني حاربت هولاكو الذي من لحمي ودمي لاعلاء كلمة الله العليا تعصباً لدين الإسلام لأنه باغ والباغي كافر بالله ورسوله».
في 6 ذي الحجة سنة 661هـ وصلت إلى مصر جماعة من المغول الفارين من هولاكو بعد أن صار بركة خان عدواً له، فطلب بركة منهم البقاء في مصر ليكونوا سنداً لبيبرس ضد هولاكو. فاعتنقت الجماعة الإسلام وبقيت في مصر. وكتب ابن عبد الظاهر قصيدة بهذه المناسبة قال فيها مخاطباً بيبرس: «يا من تساق له التتار غنيمة مثل الغنم. خافوا سيوفك أنها ستسوقهم نحو النقم. فأتوا لبابك كلهم يأوون منه إلى حرم».
بعد مصرع الخليفة أبو القاسم أحمد الملقب بالمستنصر الذي قلد بيبرس ومنحه تفويضاً شرعياً بالحكم  تمت بالقاهرة مبايعة خليفة جديد يدعى أبو العباس أحمد وقد تمت المبايعة بعد أن طلب بيبرس من محيي الدين عمل شجرة إثبات نسب لأبي العباس، فعملها وقرأها على الناس فبايعوه ولقب بالحاكم بأمر الله.

## علاقته بالظاهر بيبرس ومصادر كتابه عنه
عندما وصل الظاهر بيبرس إلى الحكم في سنة 1260م كان فخر الدين بن لقمان صاحب ديوان الإنشاء ، ومحيي الدين بن عبد الظاهر كاتباً به ، ثم أصبح محيي الدين هو صاحب ديوان الإنشاء وكاتب السلطان (منصب كاتب السر في عهد المنصور قلاوون). ويذكر القلقشندي أن كتاب ديوان الإنشاء في عهد الظاهر بيبرس كانوا ثلاثة أشخاص أعلاهم درجة محيي الدين بن عبد الظاهر.
حاز محيي الدين ثقة الظاهر ببيبرس بعد توليه الحكم وكانت طبيعة عمله تجعله على اتصال دائم ببيبرس، وكان يحضر مجالسه، وبالإضافة إلى أنه كان كاتباً مسئولاً عن المراسلات والاتصالات ومراسلات «حمام البريد» فقد خصه بيبرس ببعض الأمور الهامة مثل نقل بشائر الانتصارات إلى نواب السلطان في الشام، وترأس بعض السفارات إلى الحكام. وقد استمر محيي الدين في منصبه الرفيع بديوان الإنشاء طوال فترة حكم السلطان بيبرس وولديه الملك السعيد بركة وسُلامش وعلى الأقل جزء من فترة حكم المنصور قلاوون.
يدل استخدام محيي الدين في كتابه عن الظاهر بيبرس لعبارات مثل «نصره الله» و«مولانا» عند الإشارة إلى بيبرس، و«زيدت عظمته» عند اشارته إلى بركة خان ملك مغول القبيلة الذهبية الذي توفى قبل بيبرس، على أن محيي الدين كتبه أثناء حياة بيبرس وليس بعد وفاته. ويذكر محيي الدين أنه ألف الكتاب خدمة لمكتبة السلطان «خدمت الخزانة المعمورة بجمع هذه السيرة». ويذكر محيي الدين أن بيبرس قد ساعده وأملى عليه معلومات عن حياته. وكان محيي الدين يجتمع ببيبرس كلما أكمل جزء من الكتاب لإطلاعه على ما كتب مما يبين أن الكتاب كتب تحت إشراف الظاهر بيبرس، ولكن هذا لاينفي أن محيي الدين قد غير بعض المعلومات -التي لم يتمكن من ذكرها- عند مراجعة الكتاب بعد وفاة بيبرس. ويشير محقق مخطوطة الكتاب، إلى أن محيي الدين في كتابه أهمل ذكر بعض المعلومات أو ذكرها بطريقة مبهمة ومنها مواضيع تتعلق بطفولة بيبرس وخلافه مع السلطان قطز والذي انتهى باغتيال الأخير.
كان محيي الدين بن عبد الظاهر يدون معلوماته عن الحوادث مباشرة بعد وقوعها أو بعد تمكنه من الحصول على المعلومة التي أراد معرفتها والتحقق منها. وكانت بعض مصادره من وثائق الدولة التي كانت بعهدته وقد أتاح له منصبه فرصة الالتقاء المستمر ببيبرس وكبار رجال الدولة. وقد عاين محيي الدين الكثير من الوقائع أثناء الحملات العسكرية والأسفار، كما حضر محاصرة أرسوف التي سقطت في يد بيبرس في 26 أبريل 1265م ، وغيرها من المعارك. في هذا الخصوص يذكر محيي الدين في بداية كتابه: «كان المملوك الأصغر شاهدها سفراً وحضراً، معاينة لا خبراً، والمطلع على غوامض اسرارها، وتسيطر مبارها».
بالإضافة إلى ذكر الأحداث التي عاينها وحضرها بنفسه فإن محيي الدين ذكر أيضاً أحداثاً سبقت عصره وقد اعتمد في ذلك على من سبقوه من المؤرخين، وكان حريصاً على ذكر اسم المؤرخ الذي ذكر المعلومة إمعاناً في الأمانة والمصداقية.

## أهمية كتابه عن الظاهر بيبرس
كتاب الروض الزاهر في سيرة الملك الظاهر، وهو المصدر الأساسي للمؤرخين في العصور اللاحقة عن عصر الظاهر بيبرس، ومع «تاريخ الملك الظاهر» لـ عز الدين بن شداد هو واحد من تاريخين كتبا في عصر الظاهر بيبرس  عن حياة ذاك السلطان المميز وقد وصلت مخطوطة محيي الدين بن عبد الظاهر لحسن الحظ كاملة تقريباً، ولولا ذلك لما عرف الكثير عن الظاهر بيبرس وتلك الحقبة الهامة من تاريخ الدولة المملوكية التي تعد من أهم حلقات التاريخ الإسلامي والعربي، ولكان التفسير الشعبي الخرافي الوارد في سيرة الظاهر بيبرس هو كل المتاح.
بعد وفاة الظاهر بيبرس حزن محيي الدين بن عبد الظاهر ورثاه بقصيدة مؤثرة يقول فيها: «لهفي على الملك الذي كانت به الدنيا تطيب فكل كفر منزل..الظاهر السلطان من كانت له منن على كل الورى وتطول.. لهفي على آراءه تلك التي مثل السهام إلى المصالح ترسل.. لهفي على تلك العزائم كيف قد غفلت وكانت قبل ذا لا تغفل».
يعد محيي الدين بن عبد الظاهر من أبرز من تولوا منصب صاحب ديوان الإنشاء، وقد أدخل تعديلات وتغيرات عديدة في نسق المستندات والوثائق الرسمية، ووضع كثير من اصطلاحات الإنشاء ونظم الديوان، وبقيت نظمه واصطلاحاته معمولاً بها طوال العصر المملوكي.
قبل قليل من تولي الأشرف خليل عرش السلطنة، اعتزل محيي الدين بن عبد الظاهر وعين مكانه ابنه فتح الدين محمد الذي يذكر ابن تغري أنه كان أول «كاتب سر» في الدولة، وكانت له واقعة مشهورة مع الأشرف خليل عند تقليده ولاية العهد (أنظر الأشرف صلاح الدين خليل). توفى محيي الدين بن عبد الظاهر بالقاهرة في عام 692هـ /1292 م، وقد أشار معاصره الأمير المؤرخ بيبرس الدوادار إلى وفاته ضمن أحداث 692هـ على هذا النحو: «وفيها توفي القاضي محيي الدين بن عبد الظاهر كاتب الإنشاء الشريف، وله الرسائل البديعة والاشعار الرقيقة والسيرة الظاهرية التي أبدع فيها نظماً ونثراً».

## مؤلفاته
- الروض الزاهر في سيرة الملك الظاهر: عن حياة السلطان الظاهر بيبرس وأحداث عهده. مخطوطة الكتاب توجد بمكتبة الفاتح بـ إسطنبول. فقدت من المخطوطة بعض الورقات من بينها أول ست ورقات. وتوجد مخطوطة آخرى بالمتحف البريطاني بلندن فقدت منها أيضاً بعض الأوراق.
- الروضة البهية الزاهرة في خطط المُعِزِّية القاهرة: عن مدينة القاهرة وقد استخدمه المقريزي مصدراً لبعض المعلومات التي وردت في كتابه «المواعظ والاعتبار بذكر الخطط والآثار- الخطط المقريزية».
- تشريف الأيام والعصور في سيرة الملك المنصور: عن حياة السلطان المنصور قلاوون وعهده.
- الألطاف الخفية من السيرة الشريفة السلطانية الأشرفية: عن السلطان الأشرف خليل بن قلاوون ووقائع عهده.
- تمائم الحمام:[32] مراسلات حمام البريد.

## فهرس وملحوظات
1. ↑  الروض الزاهر، مقدمة، 9
2. ↑  الذهبي، محمد بن أحمد بن عثمان (2003). تحقيق بشار عواد معروف (المحرر). تاريخ الإسلام وَوَفيات المشاهير وَالأعلام (ط. 1). بيروت: دار الغرب الإسلامي. ج. مج15. ص. 749.
3. ↑  تشريف الأيام والعصور، مقدمة، 13
4. ↑  القلقشندي، 8/43
5. ↑  القلقشندي، 7/264
6. ↑  يعرف القلقشندي ديوان الإنشاء كالتالي : " الأمور السلطانية من المكاتبات والولايات تُنشأ عنه وتُبدأ منه ".- (القلقشندي، 1/124)
7. ↑  يوجد كتاب بنفس الاسم ولكن عن حياة السلطان الظاهر ططر كتبه محمود بن أحمد بدر الدين العيني
8. ↑  القلقشندي، 9/268
9. ↑  القلقشندي، 13/110
10. ↑  فُصلت / 46 والآية بتمامها: " من عمل صالحاً فلنفسه ومن أساء فعليها وما ربك بظلام للعبيد ".
11. ↑  القلقشندي، 7/388
12. ↑  الخويطر، 5
13. ↑  الخويطر، 37
14. ↑  بيبرس الدوادار، 70
15. ↑  محيي الدين بن عبد الظاهر، 88-89
16. ↑  الشيال، 2/140
17. ↑  بيبرس الدوادار، 82
18. ↑  بيبرس الدوادار، 85
19. ↑  بعد أن تولى الظاهر بيبرس الحكم أقام بالقاهرة خليفة عباسي يدعى أبو القاسم أحمد الملقب بالمستنصر بالله لإحياء الخلافة العباسية التي قضى عليها المغول في بغداد. وزود بيبرس هذا الخليفة بالمال والسلاح وخرج معه إلى دمشق وفي عزمه أن يزوده بجند آخرين للاستيلاء على بغداد.إلا أنه غير رأيه واكتفى بإرسال ثلاثمائة فارس فقط معه إلى بغداد. واتجه الخليفة بالجيش صغير إلى بغداد لتحريرها من المغول، والتقى بجيش المغول عند " هيت " ولم ينج من جيشه إلا عدد قليل ولم يعثر للخليفة المستنصر على أثر منذ ذلك الحين. - (الشيال، 2/133)
20. ↑  محيي الدين بن عبد الظاهر، 142
21. ↑  المقريزي، 1/547
22. ↑  المقريزي،1/531
23. ↑  ابن شداد،238
24. ↑  القلقشندي،1/138
25. 1 2  محيي الدين بن عبد الظاهر، 46
26. ↑  العسلي،29-27
27. ↑  تاريخ الملك الظاهر، مقدمة، 9
28. ↑  ابن إياس، 1/339
29. ↑  ابن شداد، 1/245
30. ↑  القلقشندي، 11/175
31. ↑  بيبرس الدوادار، 294
32. ↑  القلقشندي، 2/98 و14/435

## أنظر أيضًا
- محمود بن سلمان الدمشقي